# باول غروفز (لاعب دوري الرغبي)
باول غروفز (بالإنجليزية: Paul Groves)‏ هو لاعب دوري الرغبي بريطاني، ولد في 27 مايو 1965.